# Маєру
Маєру (рум. Maieru) — село у повіті Бистриця-Несеуд в Румунії. Адміністративний центр комуни Маєру.
Село розташоване на відстані 345 км на північ від Бухареста, 34 км на північний схід від Бистриці, 110 км на північний схід від Клуж-Напоки.

## Населення
За даними перепису населення 2002 року у селі проживали 5615 осіб, з них 5614 осіб (> 99,9%) румунів. Рідною мовою 5614 осіб (> 99,9%) назвали румунську.